# Enneadesmus scopini
Enneadesmus scopini är en skalbaggsart som beskrevs av Fursov 1936. Enneadesmus scopini ingår i släktet Enneadesmus och familjen kapuschongbaggar. Inga underarter finns listade i Catalogue of Life.